# Wechselschlag (Spieltechnik)
Der Begriff Wechselschlag (englisch alternate picking) bezeichnet eine Spieltechnik bei Zupfinstrumenten, insbesondere bei Gitarren.

## Spieltechnik mit Fingern
Zum Einsatz kommen meist der rechte Zeige- und Mittelfinger (in Notationen und Tabulaturen meist mit i und m abgekürzt). Im Wechsel schlagen Zeige- und Mittelfinger der rechten Hand eine Saite oder im Wechsel verschiedene Saiten an. Mit welchem Finger begonnen wird, hängt von den folgenden Saitenwechseln ab.
Auch Kombinationen von Daumen und Zeigefinger/Mittelfinger (p-i oder p-m) für den Wechselschlag sind anzutreffen, eine Technik, die bereits bei den Lautenisten unter der Bezeichnung „Zwicken“ Verwendung fand.
Der Wechselschlag mit Daumen und Zeigefinger wurde etwa bei dem Lautenisten Melchior Barberis in seinem Werk Contina 1549 verlangt. Der Gitarrist und Vihuelist Miguel de Fuenllana empfahl für sein Werk Orphenica Lyra diesen Wechselschlag für die tieferen Saiten, ansonsten (im Gegensatz zu dem unvollkommenen Gleichfingerschlag dedillo) den Wechselschlag mit Zeigefinger und Mittelfinger zur Ausführung der redobles (Verzierungen). In der Gitarristik der Klassik wurde der Daumen-Zeigefinger-Wechselschlag von dem mit zwei und drei Fingern ohne Verwendung des Daumens abgelöst.
Wird bei der (klassischen) Gitarre nicht die tiefste – also meist 6. – Saite („E“) angeschlagen, so besteht die Möglichkeit, die unterschiedlich klingenden Anschlags-Techniken Apoyando bzw. Tirando anzuwenden.

## Spieltechnik mit Plektrum
Das Plektrum wird mit Auf- und Abschlägen durch Bewegung des Handgelenks oder der Finger über die Saite bewegt.